# Liste des maires de Beaune
Liste des maires de Beaune.

## Liste des maires
- 1995- : Alain Suguenot
- 1968-1995 : Henri Moine
- 1965-1968 : Lucien Perriaux
- 1945-1965 : Roger Duchet
- 1944-1945 : Louis Lozerand (Chef du Comité Cantonal de Libération de Beaune, maire par intérim)[1]
- 1944-1944 : Paul Laneyrie
- 1932-1944 : Roger Duchet
- 1929-1932 : Émile Labet
- 1919-1929 : Auguste Dubois[2]
- 1904-1919 : Jacques Vincent
- 1898-1904 : Louis Détang
- 1882-1898 : Paul Bouchard
- 1878-1882 : Joseph Poidevin
- 1876-1878 : Justin Édouard
- 1874-1876 : Jean-Louis Peste
- 1871-1874 : Paul Bouchard
- 1865-1871 : Jean-Antoine Dupont
- 1852-1865 : Albert Guiot
- 1851-1852 : Alfred de Vergnette de Lamotte
- 1848-1851 : Henry Welter
- 1839-1848 : Claude Michaud-Moreil
- 1830-1839 : Jean-François Poulet-Denuys
- 1830-1830 : Claude Michaud-Moreil
- 1823-1830 : Louis Routy de Charodon
- 1817-1823 : Jean-Jacques Rocaut d'Authume
- 1815-1817 : Nicolas de Richard d'Ivry
- 1815-1815 : Jean-Baptiste Édouard
- 1814-1815 : Nicolas de Richard d'Ivry
- 1803-1814 : Jean-Baptiste Édouard
- 1800-1803 : Jean-Séverin Gravier de La Gellière
- 1798-1800 : Louis Caillet
- 1797-1798 : Jean-Baptiste Monge
- 1797-1797 : André Lataud
- 1795-1797 : Paul Blandin
- 1794-1795 : Louis Terrand
- 1793-1794 : Bathélémy Masson-Marmelat
- 1792-1793 : Michel Edouard
- 1791-1792 : Louis Terrand
- 1790-1791 : Hugues Dorey
- 1780-1789 : Jean Lobot-Ligier

Source pour la période révolutionnaire : Beaunois de Jadis de Jacques Vinceneux, Centre Beaunois d'Etudes Historiques 1993

## Compléments
Une  Liste des Maires de Beaune, Rectifiée d'après les Manuscrits de l'abbé Bredault, et autres documents se trouve dans l'ouvrage de Claude Rossignol, Histoire de Beaune, depuis les temps les plus reculés jusqu'à nos jours, Beaune : E. Batault-Morot, 1854, pages 505 et suivantes. 
Elle commence à : 1218. Renaud de Sésie  et s'achève à  1852. Albert Guiod..